# Szpital św. Rocha w Krakowie
Szpital św. Rocha – szpital dla uczniów, prowadzony przez duchaków od XV do XVIII w.; przy szpitalu istniała kaplica pod tym samym wezwaniem. Mieścił się w dzisiejszym Domu pod Krzyżem na rogu ulic św. Marka i Szpitalnej w Krakowie.

## Historia
W 1474 u zbiegu obecnych ulic św. Marka i Szpitalnej postawiono budynek szpitala św. Rocha (obecnie nazywany Dom pod Krzyżem). Stanowił on część dużego kompleksu szpitalnego Ducha Świętego prowadzonego przez duchaków. Szpital św. Rocha przeznaczono dla chorych uczniów. Przy szpitalu istniała kaplica pod wezwaniem św. Rocha.
W XVIII w. szpital rada miejska oddała parafii mariackiej. W okresie międzywojennym w poszpitalnym budynku miał swoją siedzibę Związek Plastyków i przez pewien czas działał tu awangardowy teatr Cricot. Po II wojnie światowej budynek przejęło Muzeum Historyczne Miasta Krakowa i urządzono tu ekspozycję związaną z historią teatru.